# Incantation
Incantation (укр. Заклинання) — відеогра 1996 року жанру платформер, випущена Titus France для Super Nintendo Entertainment System. Incantation розрахована на дитячу аудиторію.

## Ігровий процес
Гравець керує молодим чарівником, який повинен пройти кілька рівнів. Ворогів можна перемогти за допомогою заклинань різної дальності дії, які можна знайти на різних рівнях, з різним режимом стрільби та потужністю. Деякі рівні вимагають від гравців зібрати певну кількість предметів, тоді як інші мають битву з босом.

## Огляди
У своїй оцінці гри, Captain Squideo з GamePro присудив 2,5 бала з 5 за якість графіки, 1,5 бала за звуковий дизайн та 2,0 бала за рівень управління.
Maniac поставили оцінку на 62 бали зі 100.